# Daniel Jung
Daniel Jung (* 1981 in Remscheid) ist ein deutscher Webvideoproduzent und Unternehmer. Er betreibt den YouTube-Kanal Mathe by Daniel Jung.

## Leben
Nach dem Abitur studierte Jung an der Bergischen Universität Wuppertal Mathematik und an der Deutschen Sporthochschule Köln Sport. Die Studiengänge schloss er nicht ab.
Bereits in der Schulzeit und während seines Studiums gab er Nachhilfeunterricht. Für seine Tätigkeit als Nachhilfe- und Tennislehrer gründete er sein eigenes Unternehmen. 2011 erstellte er eine eigene Plattform namens Mathe E-Learning, wo er Videos als Nachhilfe für Schüler und Studenten veröffentlichte. Parallel dazu lud Jung diese Videos auch auf seinem YouTube-Kanal hoch. Neben seinem aktuellen Engagement als Webvideoproduzent veröffentlicht er überdies Bücher als Mathematiklernhilfe und ein Sachbuch über digitale Bildung.
Jung ist überdies als Unternehmer der Daniel Jung Media GmbH und als Investor in den Bereichen Bildung und künstliche Intelligenz aktiv. Er hält Vorträge auf Konferenzen und in Universitäten zum Thema Bildung. Ebenfalls beantwortete Daniel Jung im Januar 2023 Fragen zum Thema künstliche Intelligenz in der ZDF-Sendung heute.

## Medialer Auftritt

### YouTube
Seinen YouTube-Kanal mit dem Namen Mathe by Daniel Jung gründete er am 3. November 2011. Die Videos beschränken sich primär auf kurze Videos zum Thema Mathematik, in welchen er inhaltlich relevante Themen der Mathematik für Schüler und Studenten erklärt. Für die Erklärweise seiner Videos hat er sich nach eigenen Angaben vom amerikanischen Mathematiker Gilbert Strang inspirieren lassen, wobei er im Vergleich zu Gilbert Strang die Länge der Videos deutlich auf wenige Minuten kürzte. Seit 2017 veröffentlicht er zudem YouTube Shorts, wo er kurze Videos zum Thema Mathematik, Ausschnitte seiner Vorträge und seines Podcasts hochlädt.

### TikTok
Auf TikTok veröffentlicht Daniel Jung analog zu YouTube kurze Videos zum Thema Mathematik, Ausschnitte seiner Vorträge und seines Podcasts. Auf TikTok hat er Stand Juli 2023 rund 340.000 Abonnenten.

### Podcast
Daniel Jung produziert den Podcast Daniel Jung lädt zur Bildung ein, wo er mit Gästen (z. B. Frank Thelen, Lehrerschmidt oder Martin Bonnet) über das Bildungssystem diskutiert.

## Rezeption
Die Goldene Kamera bezeichnete Mathe by Daniel Jung als einen der „10 besten YouTube-Kanäle für Schüler und Studenten“ und listete ihn vor Lehrerschmidt. 2017 erhielt er den MIT Innovation Award. Die Saarbrücker Zeitung empfahl auf Basis der EU-Initiative Klicksafe.de Mathe by Daniel Jung im Homeschooling. Vom Handelsblatt wurde Jung als einer der „Vordenker des Jahres 2021“ gewählt.
Der YouTube-Kanal Mathe by Daniel Jung wurde mehrmals im Fernsehen, wie zum Beispiel in den Sendungen Lokalzeit, Volle Kanne oder im Sat.1-Frühstücksfernsehen vorgestellt.